# Edvinas Girdvainis
Edvinas Girdvainis (* 17. ledna 1993, Klaipėda) je litevský fotbalový obránce, od července 2017 působící v ruském klubu Tom Tomsk na hostování v polském klubu Piast Gliwice. Mimo Litvu působil na klubové úrovni v Itálii, ve Španělsku a v Polsku. Nastupuje na postu stopera (středního obránce). Je bývalý mládežnický a současný seniorský reprezentant Litvy.

## Klubová kariéra
Je odchovanec týmu FBK Kaunas. Před jarní částí sezony 2010/11 přestoupil do Itálie, konkrétně do klubu Calcio Padova. V létě 2011 se připravoval s prvním mužstvem Padovy, ale v dresu A-týmu nenastoupil k žádnému zápasu v italské Serii B. Následoval návrat do vlasti, kde se v červenci 2012 upsal týmu z A Lygy Ekranas Panevėžys. V sezoně 2012 (v Litvě se hraje systémem jaro-podzim) získal s klubem mistrovský titul, který mužstvo dokázalo počtvrté za sebou obhájit. Klub se díky tomuto úspěchu kvalifikoval do 2. předkola Ligy mistrů UEFA. V roce 2014, kdy celek sestoupil do 1 Lygy (druhé nejvyšší soutěže), zamířil Edvinas do španělského týmu Marbella FC. Mužstvo bylo v té době nováčkem Segundy División B.

### Piast Gliwice
Před sezonou 2016/17 odešel do polského klubu Piast Gliwice, kde podepsal smlouvu na tři roky.

#### Sezona 2016/17
S Piastem se představil ve 2. předkole Evropské ligy UEFA, kde klub narazil na švédský tým IFK Göteborg, kterému podlehl 0:3 a remízoval s ním 0:0 (v tomto utkání Edvinas nenastoupil). V Ekstraklase za Gliwice debutoval v ligovém utkání 1. kola (17. 7. 2016) proti týmu KS Cracovia (prohra Piastu 1:5), odehrál celý zápas.
V červencu 2017 odešel na hostování do ruského Toma Tomsk

## Klubové statistiky
Aktuální k 29. červnu 2016
| Sezona  | Klub              | Soutěž  | Zápasy | Góly |
| ------- | ----------------- | ------- | ------ | ---- |
| 2011/12 | Calcio Padova     | Serie B | 0      | 0    |
| 2012    | Ekranas Panevėžys | A Lyga  | 4      | 0    |
| 2013    | Ekranas Panevėžys | A Lyga  | 24     | 0    |
| 2014    | Ekranas Panevėžys | A Lyga  | 16     | 0    |
| 2014/15 | Marbella FC       | SD B    | 28     | 0    |
| 2015/16 | Marbella FC       | SD B    | 31     | 0    |

## Reprezentační kariéra
Edvinas Girdvainis je bývalý mládežnický reprezentant své země. Nastupoval za výběry do 19 a 21 let. Od roku 2016 reprezentuje Litvu v seniorské kategorii. V A-týmu litevské reprezentace debutoval 23. března 2016 v přátelském utkání v Giurgiu proti reprezentaci Rumunska (prohra 0:1).

### Reprezentační zápasy
Zápasy Edvina Girdvainise v A-mužstvu Litvy
| Rok                 | Zápasy | Góly |
| ------------------- | ------ | ---- |
| 2016                | 4      | 0    |
| Celkem              | 4      | 0    |
| Platí k 29. 6. 2016 |        |      |